# スターだらけの大運動会
スターだらけの大運動会（スターだらけのだいうんどうかい）は、フジテレビ系列のバラエティ番組『はねるのトびら』内で放送されていたゲームコーナー。コーナー名は同じフジテレビで行なわれていた『オールスター紅白大運動会』と『ドキッ!丸ごと水着!女だらけの水泳大会』をもじったもの。

## 概要
『イタッチー（板倉俊之）』と補佐役の『ADアツシ君（堤下敦）』の司会の下、各界の著名人（偉人・架空のキャラクター含む）に扮したメンバーやゲスト（扮装無しで本人として出場するケースもあった）のお笑いタレントが運動会と称して、セットを扱ったゲームに挑む。競技はいずれも難易度がとても高く、努力次第でクリア可能と思われるものも有れば、どう考えてもクリア不可能なものまで様々。そのためか、失敗した際のリアクションに注目が集まる。
リアクションがつまらない等の理由でカットされる事も多く、特にレギュラー陣はそうならない様に体を張っている。このコーナーは前半と後半に分割されて放送されるケースもあった。また、他のコーナーと比べて所謂「文字なぞり」テロップが多く使われていた。

### 沿革
司会者の「イタッチー」は元々2003年に放送されたコント「感動ファクトリーはねるト!」で登場した（ウッチーこと内田恭子を意識して出来上がった）キャラクターである。2005年10月のゴールデン進出時に「イタッチーが行く!」（ゲストに直撃インタビューするコーナー）で復活し、ADアツシくんと2人で進行した。一方、同時期に放送されたコーナー「夜の水ヒットスタジオ」で、有名歌手のものまねをするメンバーが体を張るスタイルの原型が登場した。2006年3月1日放送の「イタッチーが行く!」（ゲスト:パク・ヨンハ）にものまねをするメンバーが乱入する形で2コーナーのキャラが合流し、次の3月8日放送分では有名人が通うスポーツジムに潜入するという設定でゲームコーナーに衣替えした。これが事実上の第1回となり、その次（4月19日放送）からは「スターだらけの大運動会」に改名し準レギュラーやゲストが出演するようになった。

## MC・レギュラー挑戦者
このコーナーはキングコングの西野亮廣以外のレギュラーメンバーは、出演している。レギュラーメンバーは毎回全員挑戦しているものの、尺の都合上カットされるケースも多かった（基本的に、ゲストの挑戦が優先される）。
イタッチー（板倉俊之）
当コーナーのMCで、フジテレビアナウンサーという設定。上述の通り、別のコントでのキャラを引用した形になる。
ADアツシくん（堤下敦）
アシスタント。初期は最初に競技のデモンストレーションを担当していたが、その後はサブMC。また、競技前にイタッチーに失敗した際のデモンストレーションとして、理不尽に熱湯や粉に突き落とされる事もあった。
玉置コージ→武田テツヤ→中尾アキラ（塚地武雅）2006年4月19日-2008年11月12日
毎回トップバッターを務める。中尾を演じていた頃はオープニングで「いなせ」なことと「野暮」なことをボヤくのが定番ネタ。武田時代は金八先生に扮している。競技には成功することはほぼなく、熱湯や粉の餌食になることがほとんど。
2008年12月24日放送分「坂道コロコロXmasプレゼント」で熱湯のプールに落ちた際に全体重が片足にかかり骨折。全治2-3か月と診断され入院。前週の12月17日放送分「ぐらぐらバネとび石渡り」は事故後に収録したため塚地の負傷についての言及があった。問題の回は塚地の挑戦はカットされた形で放送されているが、冒頭のみ塚地の姿が映っていた。このため、塚地は2008年11月12日放送分を最後に、当コーナーには出演していない（番組復帰後も、体調を配慮して不参加）。
倖田アブ（虻川美穂子）
2番手担当。倖田本人に合わせて関西弁を使うことが多い（虻川自身は埼玉県出身）。運動神経はいい方だが、競技成功には至らないことが多く、塚地同様熱湯や粉の餌食になることが多い。露出度が高い衣装のため、初期はテレビに映せない痴態を見せてしまう事が多く、その際はイタッチーの顔モザイクがかけられていた。たまに放送でカットされる事がある。塚地が骨折によりコーナーを降板した2008年12月17日放送分以降は、繰り上がりでトップバッターを担当するようになった。
ちぇ・ほんまん→中村シドウ・堀内たかお（馬場裕之）
3番手、4番手（塚地降板後は2番手）担当。ちぇ時代はなぜか「カムサムニダ(ハングル語で「ありがとう」)」｢オモニ(ハングル語で｢お母さん｣)｣の以外喋らなかった。しかし、2007年以降は比較的にカットされる事が多かった。シドウ以降は「恐怖心ゼロ」のキャラで無茶をすることが増えた。
田原トシヒコ・桑田ケースケ（秋山竜次）
他の共演者が段々素で参加する中で、番組では終始キャラを演じて参加していた。田原を演じていた頃はオープニングで田原の曲の替え歌、チャレンジ時に「そうさ！」と叫んで始めるのがお決まりだった。
松原ノブエ（伊藤さおり）
着物が捲れて下着が見えてしまったり、セットに挟まって三角木馬のようになってしまう痴態を晒すなど、相方以上に辱めを受けることが多かった。
「坂道コロコロ丸太転がし」において、丸太だけが転がっていってしまうハプニングが発生したが、足をバタバタさせて無事スタート地点に戻った。その後もう一度再挑戦したが、失敗した。
久本マサミ→くりす松村→いちろー（梶原雄太）
運動神経が良いため、レギュラーの中でもカットされる事は滅多にない。成功までは行かずとも惜しい場面まで持ち込むことが多かった。
「スターだらけの空中人間大回転」で2人目の成功者となったが、回転が止まらず本人も「止めろ!（中尾アキラ曰く燃えろと聞こえた）」と必死に叫んだが、結局成功したにもかかわらず力尽きて落ちてしまい、粉まみれになってしまった。
森山ミライ→デビ夫人→立かわ談志（鈴木拓）
レギュラーメンバーでも出番がカットされることが多い。
C3（山本博）
ほぼ毎回、大トリを担当する。C-3POを模した◎型のセットを目に付けているため、視界が非常に狭い（「※C3にはこれぐらいしか見えていません」というテロップ付きで視界が映ることもあった）。そのためハンデを与えられる事が多いが、一部の競技は逆に難易度を上げられてしまった事がある（ペア競技の「スターだらけのグラグラ階段JUMP」を1人で挑戦、「ぐるぐる回転人間ルーレット」 をマシンの都合で最高速度の回転で挑戦、「坂道コロコロXmasプレゼント」の坂道の角度を最低にするが、簡単すぎるためリンゴを3個に増やすなど）。
一時期はカタコトで人間との共存や人間の素晴らしさについて語り、競技に失敗した後、ドスの効いた声で怒りを表し、人間が作った罠にハメられたと競技にクレームをつけて、最後にボケを行うというのが恒例になっていた。
「ぬるぬるローション坂道ダッシュ」・「ローション坂道スラローム」では熱湯に落ちた際、前貼りがずれて陰毛が出ている状態になってしまい、ヘルメットで隠すまでC3のイラストで隠された。
深夜時代に山本と梶原が出演していた番組内のコント「C-3POとR2-D2」から衣装を引用している。ただし、この頃のキャラは原作に近く、片言で喋ることもなかった。
ろばーと・で・にーろ→市川そめ五郎（テル（どーよ））2006年4月19日-2008年6月18日
一時期は一度落ちて失格になったにもかかわらず、登って競技を続けようとするなどといった、毎回不正をするキャラだった。コーナー開始から長期に渡って「ろばーと・で・にーろ」のキャラを演じていたが、2008年4月2日のスペシャル中に急遽キャラクターを「市川そめ五郎」に変更した(※挑戦は5月の未公開スペシャルで放送)。2008年6月18日放送分を最後に降板。
ボス（ゆうたろう）2006年4月19日-2008年5月21日
クールな外見とは裏腹に、毎回のように必ずドジをする。「外せばドボン記憶の穴」で、番組史上初の成功者となったが、最後にズッコケて壊れないように十分頑丈にしておいた正解の足場にヒビが入った。また、「おかしなグルグル時計」では、針を三つ同時に破壊するという荒業を披露した。「コンビで協力凸凹クライミング」の回はスケジュールの都合により遅れて参加。でにーろ（テル）とペアでシードにより決勝から参戦したが、試合開始早々いつものドジで落ちてしまい、遅刻したにもかかわらずこの有り様だったことからイタッチーや他のメンバーから激しく非難される羽目になった。2008年正月SPで行われた「ローション坂くだり」では2回目のクリアとなったが、挑戦前イタッチーに「今年はドジらないで下さい」と言われた際にワザとズッコケるという悪ふざけをしたため、SPではカットされてしまった（自身は最初は「ワザとじゃない」と否認していたが、イタッチーに問い詰められて最終的にワザとやった事を認めた）。長年コーナーレギュラーだったが、2008年5月21日放送分を最後に降板した。
新庄ツヨシ→萩原ながれ→石原ヨシズミ（神奈月）
　初期のみレギュラー出演。

## ゲスト
#1（2006年4月19日 2時間SP）
#2（同年4月26日）
- 長州小力（本人）
- レイザーラモンHG（本人）

#3（2006年5月10日）
- 美空ヒバリ（まちゃまちゃ）

番外編 スターだらけの出張緊急企画（2006年5月17日）
- 映画「LIMIT OF LOVE 海猿」出演者
  - 伊藤英明
  - 加藤あい
  - 佐藤隆太
  - 浅見れいな

#4（2006年5月27日）
- アンガールズ
  - 王カントク（田中卓志）
  - 一青ヨウ（山根良顕）

#5（2006年7月5日）
- なぎらけんいち（竹山隆範（現・カンニング竹山））

#6（2006年8月9日）
- 源さん（香田晋）

#7（2006年8月23日 2時間SP）
- 中森あき菜（友近）
- アンガールズ
  - アンガールズ田中卓志（本人）
  - アンガールズ山根（本人）
- 源さん（香田晋）

#8（2006年10月4日 2時間SP）
- ダイノジおおち（現・大地洋輔、本人）
- 金剛地武志（本人）
- 源さん（香田晋）

#11（2007年1月3日 2時間30分SP）
- タカアンドトシ
  - びーとタケシ（タカ）
  - サンプラザなかの（トシ）
- ザ・たっち
  - ぴー子（たくや）とオスギ（かずや）

#12（2007年2月7日）
- バナナマン
  - 槇原ノリユキ（設楽統）
  - 貴乃花コウジ(幼少時代)（日村勇紀）
- おーる巨人（指圧野郎）

#13（2007年3月14日）
- ペナルティ
  - ジャッキー・ちぇん（ヒデ）
  - 昔の野口ゴロー（ワッキー）
- みはえる・シューマッハ（チャド・イアン・マレーン（ジパング上陸作戦））

#14（2007年4月25日）
- ゲゲゲの鬼太郎（ウエンツ瑛士）
- ロッキー（チャド・イアン・マレーン（ジパング上陸作戦））※紹介されたものの、挑戦はカットされた

#15（2007年5月23日）
- ブラックマヨネーズ
  - ブラックマヨネーズ吉田（本人）
  - ブラックマヨネーズ小杉（本人）
- ガリットチュウ
  - 手塚先生（福島善成）
  - さかな君（熊谷岳大）

#16（2007年7月4日）
- ムーディ勝山（本人）

#17（2007年8月8日）
- アンタッチャブル
  - ろばーと・で・にーろ（山崎弘也）
  - 横山やっさん（柴田英嗣）

#18（2007年9月5日）
- 小島よしお（本人）
- COWCOW
  - ホンコン（山田與志）
  - 笑福てい笑へい（多田健二）

#19（2007年10月17日）
- にしおかすみこ（本人）
- ザブングル
  - 徳永ヒデアキ（松尾陽介）
  - 片桐ハイリ（加藤歩）

#20（2007年11月28日）
- ますだおかだ
  - ヤワラちゃん（増田英彦）
  - ぺ・よんじゅん（岡田圭右）
- アップダウン
  - まつ山千春（竹森巧）
  - X JAPANトシ（阿部浩貴）

#21（2008年1月1日2時間SP 同年1月16日未公開集）
- ますだおかだ
  - ヤワラちゃん（増田英彦）
  - ぺ・よんじゅん（岡田圭右）
- バナナマン
  - 槇原ノリユキ（設楽統）
  - トド（日村勇紀）
- ブラックマヨネーズ
  - ブラックマヨネーズ吉田（本人）
  - ブラックマヨネーズ小杉（本人）
- トータルテンボス
  - 高嶋マサノブ（大村朋宏）
  - スキマスイッチの人（藤田憲右）
- 中森あき菜（友近）
- 小島よしお（本人）

#22（2008年1月30日）
- ハリセンボン
  - エジプトの壁画の人（箕輪はるか）
  - 角野卓造サン（近藤春菜）
- アップダウン
  - さだマサシ（竹森巧）
  - X JAPANトシ（阿部浩貴）
- 織田ユージ（山本高広）

#23（2008年4月2日 同年5月7日未公開集）
- バナナマン
  - 槇原ノリユキ（設楽統）
  - トド（日村勇紀）
- ブラックマヨネーズ
  - ブラックマヨネーズ吉田（本人）
  - ブラックマヨネーズ小杉（本人） ※挑戦時はガスの弱火
- 織田ユージ（山本高広）
- ハイキングウォーキング
  - 邪馬台国の人（鈴木Q太郎）
  - 卑弥呼（松田洋昌）
- アントキの猪木（本人） ※ぎっくり腰のため本番をリタイア。未公開集のトークのみ登場

#24（2008年5月21日）
- 髭男爵
  - 山田ルイ53世（本人）
  - ひぐち君（本人）

#25（2008年6月18日）
- 麒麟
  - 鹿賀タケシ（川島明）
  - 阿藤カイ（田村裕）
- 織田ユージ（山本高広）

#26（2008年7月16日）
- TKO
  - つるべ師匠（木下隆行）
  - 西川へれん（木本武宏）
- 織田ユージ（山本高広）
- 大西ライオン（本人）

#27（2008年9月24日）、スターじゃない人だらけの大運動会（同年10月15日）
- ブラックマヨネーズ
  - 川﨑マヨ（吉田敬）
  - ぴかちゅう（小杉竜一）
- TKO
  - つるべ師匠（木下）
  - 西川へれん（木本）
- ジョイマン
  - ジョイマン高木（本人）
  - サラ・ジェシカ・ぱーかー（池谷和志）
- びよんせ（渡辺直美）

#28（2008年11月12日）
- てりー伊藤（ホリ）
- キャン×キャン
  - マスオさん（長浜之人）
  - イッコク堂（玉城俊幸）

#29（2008年12月17日）
- ヒロミさん（狩野英孝）
- 弾丸ジャッキー
  - 中国の体操選手（松雪オラキオ）
  - アンタッチャブルしば田（武田テキサス）
- 大西ライオン（本人）※挑戦はカットされた

#30（2008年12月24日 クリスマス2時間スペシャル）、スターじゃない人だらけの大運動会（2009年1月28日）
- ブラックマヨネーズ
  - 川崎マヨ（吉田敬）
  - ぴかちゅう（小杉竜一）
- チュートリアル
  - ヨギータ（外国人）（徳井義実）
  - れんほう（福田充徳）
- はんにゃ
  - 伊東みさき（金田哲）
  - 仲本コージ（川島章良）
- 藤岡ひろし（なだぎ武）
- シガニー・うぃーばー（友近）

#31（2009年2月25日）
- オードリー
  - オードリー若林（本人）
  - オードリー春日（本人）
- 平成ノブシコブシ
  - ダイゴ（徳井健太）
  - 小林アキラ（吉村崇）※吉村崇はコーナーをクリアしたものの、その後自主的に落下して笑いをとっている。

#32（2009年5月6日）
- 我が家
  - ワタベ篤郎（坪倉由幸）
  - 中村ユウジ（谷田部俊）
  - 大仁田アツシ（杉山裕之）
- 平成ノブシコブシ
  - 目黒ユウキ（徳井健太）
  - 小林アキラ（吉村崇）

#33（2009年5月27日）
- U字工事
  - 荻原ケンジ（福田薫）
  - エグザイルあつし（益子卓郎）
- 平成ノブシコブシ
  - 目黒ユウキ（徳井健太）※挑戦はカットされた
  - 小林アキラ（吉村崇）

#34（2009年9月9日）
- どきどきキャンプ
  - じゃっく・ばうあー（岸 学）
  - あんじぇら・あき（佐藤満春）
- 梅しゃん
- 益若つばさ（梅しゃんの応援として出演）

## 行われた競技
基本的に失敗した場合、熱湯または粉の餌食になる。
- 「スターだらけのくるくる花道一直線」（2006年4月19日放送）

高速回転して目がぐるぐる回ってフラフラの状態で細い板を渡る。落下すると熱湯。
- 「スターだらけのグラグラお立ち台縄跳び」（2006年4月26日放送）

不安定な半球の上で縄跳び。落下すると粉。
- 「グラグラスター街道まっしぐら」（2006年5月10日放送）

半球と横倒しにした円柱を渡る。落ちると熱湯。
- 「スターだらけのジグザグサクセスストーリー」（2006年5月24日放送）

ジグザグに動くベルトコンベアを渡る。ミスすると粉まみれ。
- 「スターだらけのターザンJUMPお立ち台」（2006年7月5日放送）

ターザンロープで高台に着地する（ガイドの命綱がゴム）。落ちると熱湯。
- 「ベルコンJUMP大玉風船乗り」（2006年8月9日放送）

逆方向に動くベルトコンベアを走りロープをつかんで大玉風船に着地する（但し、ロープをつかんだ後は戻り防止のため、ベルトコンベアの回転が逆回転になる。さらに、ロープをつるしている金属の棒は坂のように傾いているので、かなり勢いをつけないとベルトコンベアの近くに戻されてしまう）。落ちると熱湯。
- 「坂道コロコロ丸太転がし」（2006年8月23日放送）

命綱をつかみながら丸太に乗って、向こう岸（ゴール）にたどり着く。スペシャルということで、熱湯の温度も普段より熱くなっていた。
- 「ツルツル坂道クライミング」（2006年10月4日放送）

空中ブランコに乗ってジャンプし、起伏が激しい坂（ローションまみれである上、着地と同時に傾斜がきつくなっていく）に着地して上りきる。久々の放送ということで、源泉掛け流しにしてあった。そのため、熱湯の温度が常に維持されていた。
- 「スターだらけの羽ばたけ追い風ひとっ飛び」（2006年11月15日放送）

ワイヤーで吊るされた状態でADアツシくんから渡された道具（うちわ・色紙・ポリバケツのフタ等）を使って30秒以内に対岸まで飛んでいく。30秒経つとワイヤーが外れて熱湯に落ちる。
- 「スターだらけの外せばドボン記憶の穴」（2006年11月29日放送）

6列の光る足場を覚え、光った通りに進む。間違えて落ちた際の罰ゲームとして、マイナス20度の冷却ガスを黒子に扮したスタッフにかけられる。運動能力よりも記憶力が問われる珍しい競技だった。事実、ボス（ゆうたろう）が番組初の成功者となった（しかし、先述の通りハプニングを起こした）。
- 「ジグザグお年玉ランニング」（2007年1月3日放送）

ジグザグに動く高速ベルトコンベアを渡る。内容は第4回で行われた「スターだらけのジグザグサクセスストーリー」と同じだが、途中に障害物が追加されており、ネットをくぐり、ヒモや輪を飛び越え、最後はジャンプしてお年玉を取る。落ちると粉まみれ。
- 「ターザンスキーJUMP浮島」（2007年2月7日放送）

スキージャンプからターザンのロープを使い中央の浮島に乗る。落ちると粉まみれ。
- 「おかしなグルグル時計」（2007年3月14日放送）

時計のように作られた12の島を、針をかわしながら渡って一周する。針は3本あり、回る速度が違うほか、1本は逆回転する。放送日がホワイトデーだったことにちなんで、失敗するとクリームまみれになった。C3は視界が悪いので針の速度を最低速で挑戦した。

- 「ぐるぐる方位磁石」（2007年4月25日放送）

回転する床で設置してある紙に、マジックで東西南北をそれぞれ書く。書き終わったら台に飛び乗る。落ちると粉まみれ。C3は視界が悪いので回転スピードを最低で挑戦した。
- 「スターだらけのグラグラ階段JUMP」（2007年5月23日放送）

初のペアでのチャレンジ。スタート台から半円形の階段に1人ずつ飛び移り、1人が錘として階段を押さえてもう1人が階段から円柱状の足場に飛び移る。飛び移ったらもう1人も飛び移る。落ちると粉。どちらか1人が落ちても、もう1人がゴールすればクリアとなる。ほとんどはコンビでペアを組んだが、アブはマチャミ（梶原）、松原（伊藤）はでにーろ（テル）とペアで挑戦。C3（山本）は危険という理由で1人で挑戦し、安全を考慮し特別に滑車の高さを低く変更した。

- 「スターだらけのぐるぐるフラフラボクシング」（2007年7月4日放送）

第1回の競技「スターだらけのくるくる花道一直線」を対戦形式にアレンジした競技。平均台の両端に人を高速回転させる機械が設置され、機械を回してから、目がぐるぐる回った状態で互いに平均台を歩き、相手を殴り熱湯に落とし、相手の陣地に入れば勝利。また、久本マチャミ（梶原）の提案により、今回はイタッチー、ADあつしくんも競技に参加した（代理進行は久本マチャミ（梶原）が担当）。ほとんどがコンビでの対決だったが、久本マチャミ（梶原）は相方の西野亮廣が出演していないため、ゲストのムーディ勝山と対決、でにーろ（テル）は同じくコーナーレギュラーのボスと対決した。しかし、全ての試合において両者とも落下して引き分けに終わってしまったため、最後のC3は1人で挑戦し、平均台を渡りきれば優勝という事になったが、失敗した。
- 「コンビで協力凸凹クライミング」（2007年8月8日放送）

一つの板を挟んで設置されている丸太を押し引きすることにより、相手を落とすもの。落ちたら熱湯。ペアで挑戦し、1人は指示を出し、もう1人は壁にしがみついて丸太を押し引きする。トーナメント形式で行われ、優勝したのは倖田アブ（虻川）&マチャミ（梶原）ペア。
- 〈予選〉「ベルコン5メートルハードル走」/〈決勝〉「ベルコン走り高跳び」（2007年9月5日放送）

予選は3人同時に挑戦し、ベルトコンベアの上を逆走しながら、設置されたハードルを飛び越える。最初にゴールした人（全員落下した場合は、最後まで走っていた人）が決勝進出。決勝の内容は「スターだらけのジグザグサクセスストーリー」とほぼ同じ。左右交互に動くベルトコンベアを進みながら、最後に高飛びをする。いずれも落ちたら粉。
- 「スターだらけのぐるぐるJUMP&JUMP」（2007年10月17日放送）

回る円盤の上で、吊るされている麻袋を取った後、それを穿いて、遠心力に注意をしながら円盤から少しはなれたところにある島（ゴール）に飛び移るもの。落ちたら粉。
- 「スターだらけの空中人間大回転」（2007年11月28日放送）

回転しながら、やすりを付けた足を使って風船を割る競技。落ちると粉まみれ。
- 「ローション坂くだり」（2008年1月1日放送）

頭からローションを被り、障害物の付いた巨大な滑り台をピンボールの要領で滑り降りる。下の「ウケ皿」に着地すればクリア。失敗したらローションの海に落下。
- 「ターザンJUMPで丸太ころがし」（2008年1月30日放送）

吊るされた動く紐につかまり進みながら、足元の丸太を転がし、先の島に着地できればクリア。失敗すると熱湯。C3は視界が悪いのでロープのストッパーを解除した状態で挑戦した。（つまりロープを持ちながら浮き島に辿り着ける事ができる。）
- 「壁登り&半球ターザンJUMP」（2008年4月2日放送）

全面にマジックテープがついたウェアを着て、徐々に傾きが増す壁をよじ登り、伸縮するロープにつかまり滑車で運ばれる。不安定な半球の上に着地し、そこからゴールの大玉風船に飛び乗ればクリア。失敗すると粉。
- 「ぐるぐるターンテーブル三連発」（2008年5月21日放送）

同じ方向に回転する3つの円板を渡り、伸縮するロープにつかまり滑車で移動。ゴールの大玉風船に着地すればクリア。失敗すると熱湯。C3は視界が悪いので回転スピードを半分で挑戦した。
- 「ぐらぐらシーソー ターザンJUMP」（2008年6月18日放送）

伸縮するロープにつかまり滑車で移動、巨大シーソーに着地する。シーソーをうまく傾けながら頭上のT字型バー（回転している）につかまって自動的に運ばれ、巨大風船のゴールに着地すればクリア。失敗すると熱湯。もうすぐ夏なので節水ということで熱湯が浅かった。
- 「巨大風船すり抜けダイビング」（2008年7月16日放送）

　アクリル張りの部屋の中で計6個の膨らむ巨大風船の隙間を縫いながら上下ジグザグに進みゴールを目指す。途中で風船が1つでも割れたら失敗。割れた風船から出た粉を浴びる。
- 「ベルコン踏み台アスレチック」（2008年9月24日放送）

滑車ロープからターザンジャンプで動くベルトコンベヤーの上に乗って走り、ベルコンの左右の先に置いてある踏み台を取って（左右いずれか1個を取る）それに乗り、その先にある第2滑車ロープに掴まり浮島に着地する。ターザンジャンプからベルコンの間は粉、ベルコンから浮島の間は熱湯がある。
- 「ぐるぐる回転人間ルーレット」（2008年11月12日放送）

ローションまみれのコースの端に設置されたルーレットにつかまり回転し、遠心力を利用してコースを滑走しゴールを目指す。コース端には一斗缶があり（固定されておらず、置いてあるだけ。壁の役割は果たしていない）、コースアウトすると熱湯。
- 「ぐらぐらバネとび石渡り」（2008年12月17日放送）

バネの上に設置された飛び石を四角・球・球（球の中心には棒があり、そこにしがみ付く事が出来る）の順に渡ってゴールを目指す。また、コース途中の球と球の間にゴム製の赤いロープがある。落ちたら粉まみれになる。
- 「坂道コロコロXmasプレゼント」（2008年12月24日放送）

巨大な靴下から転がり落ちるプレゼント（リンゴ・やかん・地球儀など）を追いかけて急な坂を下りキャッチする。止まれないと熱湯に落下。
- 「ぬるぬるローション坂道ダッシュ」（2009年2月25日放送）

ローションを撒いた傾斜15度の坂道を駆け上がり頂上のゴールを目指す。途中で命綱につかまれるが、命綱は5秒で落下。落ちると熱湯。C3は視界が悪いので命綱を近づけて挑戦した。
- 「ビリビリ布壁クライミング」（2009年5月6日放送）

ほぼ垂直な壁に掛けられた布を、横に裂け目が入った部分を足掛かりにして登っていく。下部の緑の布エリアと、上部の黄色の布エリアがあり、黄色の布エリアは凄く破れやすい。そして天井に吊された滑車付きの赤い布を掴み（この布も破れやすい）、滑車を使ってゴールの浮島まで移動し、着地する。赤い布を掴む際、布の端の部分ではなく、切れ込みの部分を掴まなけらばならない。落下すると粉。C3は視界が悪いのでターザンジャンプのみで挑戦した。
- 「ローション坂道スラローム」（2009年5月27日放送）

ローションを撒いた坂を下りながら両脇に設置された3つのボタンを押すと、熱湯のプールに浮島の足場が1つずつ現れ、それを渡って浮島のゴールを目指す。C3は視界が悪いので浮き島を並べた状態で挑戦した。
- 「ぐるぐる遠心力ボールキャッチ」（2009年9月9日放送）

アクリル製のトンネルを下り、先端にあるボールをキャッチする。トンネルは進むにつれ幅が広くなっている他、ステージが回転するため、進むにつれて遠心力が強くなっていく。落ちると泥水。

## その他
- このコーナーのテーマ曲はThe Brian Setzer Orchestraのアルバム『VAVOOM!』に収められている「Gettin' In The Mood」である。